# Refa'el Reisz

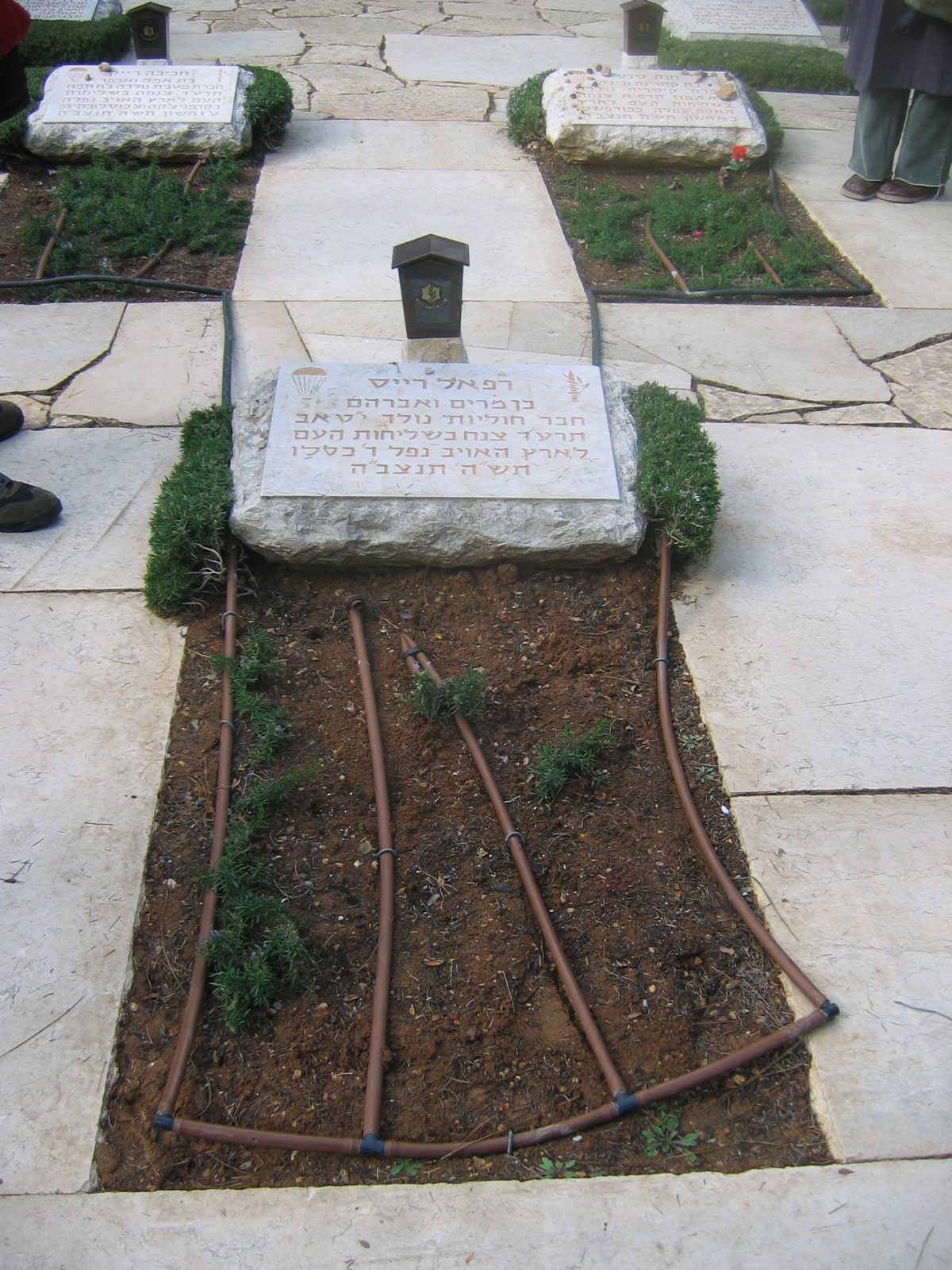
Reiszův hrob na izraelském národním hřbitově na Herzlově hoře v Jeruzalémě

Refa'el Reisz (hebrejsky רפאל רייס‎, rodným jménem Štefan Reisz; 11. srpna 1914 – 20. listopadu 1944) byl židovský výsadkář, člen výsadkové skupiny Amsterdam a účastník protinacistického odboje, který se zúčastnil Slovenského národního povstání.

## Biografie
Narodil se v Budapešti a když mu bylo pět let, přestěhoval se s rodinou do Nových Zámků v tehdejším Československu. V roce 1932 začal studovat medicínu na Univerzitě Komenského v Bratislavě. Byl aktivní v sionistických hnutích a absolvoval přípravný kurz v rámci aliji mládeže. V roce 1939 podnikl aliju do britské mandátní Palestiny a na šest měsíců byl zadržen v internačním táboře Atlit. Po propuštění nastoupil do zemědělské školy Ajanot a poté se usadil v kibucu Sde Nechemja, kde se oženil. V prosinci 1943 se přihlásil do nově formované jednotky židovských výsadkářů, kteří měli seskočit za nepřátelskými liniemi v nacisty okupované Evropě. Spolu s Chavivou Reikovou, Abou Berdičevem, Cvi Ben Ja'akovem a Chajimem Chermešem se zúčastnil operace Amsterdam. Reisz, Ben Ja'akov a Chermeš byli omylem vysazeni na jiném místě, a tak se ke skupině připojili až 20. října 1944. Společně se přidali k SNP a po jeho potlačení přešli na partyzánský způsob boje. 1. listopadu byl jejich tábor přepaden ukrajinskou jednotkou SS a Reisz byl společně s Reikovou a Ben Ja'akovem zajat. Po výslechu v Banské Bystrici byli všichni tři popraveni v Kremničce.
Po válce byly Reiszovy ostatky exhumovány z masového hrobu a pohřbeny v britské části pražských Olšanských hřbitovů. V roce 1952 byly na žádost izraelské vlády opětovně exhumovány a převezeny do Izraele, kde byly se všemi vojenskými poctami pochovány na národním hřbitově na Herzlově hoře v Jeruzalémě, a to ve speciální sekci pro židovské výsadkáře.